# Fiesta (manzana)
Fiesta o Red Pippin® es un cultivar moderno de manzana Malus domestica que a menudo se comercializa como Red Pippin. Fue desarrollado en Inglaterra ( Reino Unido) por obtentores en la East Malling Research Station, combinando la variedad 'Cox's Orange Pippin' con la manzana 'Idared'. Según el sitio web “Orange Pippin”, es una de las mejores manzanas estilo Cox, pero mucho más fácil de cultivar y tiene buena resistencia a las enfermedades.

## Características
La manzana tiene un intenso aroma de múltiples matices y recuerda a Cox Orange en su sabor. Ya que es muy jugoso, 'Fiesta' es muy adecuado como base para jugo de manzana.
La manzana redonda es de tamaño mediano, un poco más grande que 'Cox Orange'. En el color tierra verde-amarillento tiene rayas rojizas. Muestra una débil rojez y lenticelas apenas discernibles. El tallo es largo y apretado. Su pulpa de crema es jugosa y firme. Su piel es firme. Durante un almacenamiento prolongado, se acerca al sabor de 'Idared', bastante característico. El árbol en sí crece vigorosamente, pero tiende a crecer hacia los lados en lugar de hacia arriba.

## Crecimiento y desarrollo
La manzana es diploide y por lo tanto adecuada como polinizador para otras variedades.  Parcialmente se autofertiliza. Fiesta es comparativamente fácil de cultivar y tiene buenos cultivos regulares. Fiesta no madura hasta tarde en la temporada. En territorio estadounidense, el tiempo de cosecha es entre mediados de septiembre y mediados de octubre. Al igual que su padre 'Idared', aguanta bien periodos  largos en su conservación. En ”CA-Lager“ (“Control de Atmosfera-prolongado”) 'Fiesta' todavía es comestible en junio. Se adapta bien al clima en norte de Inglaterra y Escocia. En algunas áreas, los manzanos 'Fiesta' sufren de la enfermedad del cancro del manzano. También es susceptible a mildiú velloso y sarna del manzano.

## Su obtención y su cultivo
El árbol se cultiva a escala comercial en el Reino Unido, los Países Bajos, Italia y Nueva Zelanda.
En el East Malling Research Station, el centro de la investigación de la fruta británica, la manzana fue cruzada en 1973 por Frank H. ALston. El árbol originalmente tenía el nombre  T31/31, y se comercializó como 'Fiesta' en el mercado, y fue rebautizada en Gran Bretaña en 1996 en 'Red Pippin®'. La manzana llegó en 1986 al comercio. En 1987, la Royal Horticultural Society (RHS) recomendó a 'Fiesta' para su cultivo, En 1993 la variedad ganó el Award of Garden Merit de la RHS.

## Aplicaciones en su consumo
Es una manzana dulce, compacta y aromática, que se puede utilizar como una manzana de postre, para jugo de manzana y para elaboración de sidra.
Su temporada de cosecha es tardía y se mantiene fresca durante tres meses o más.

Manzanas 'Fiesta'
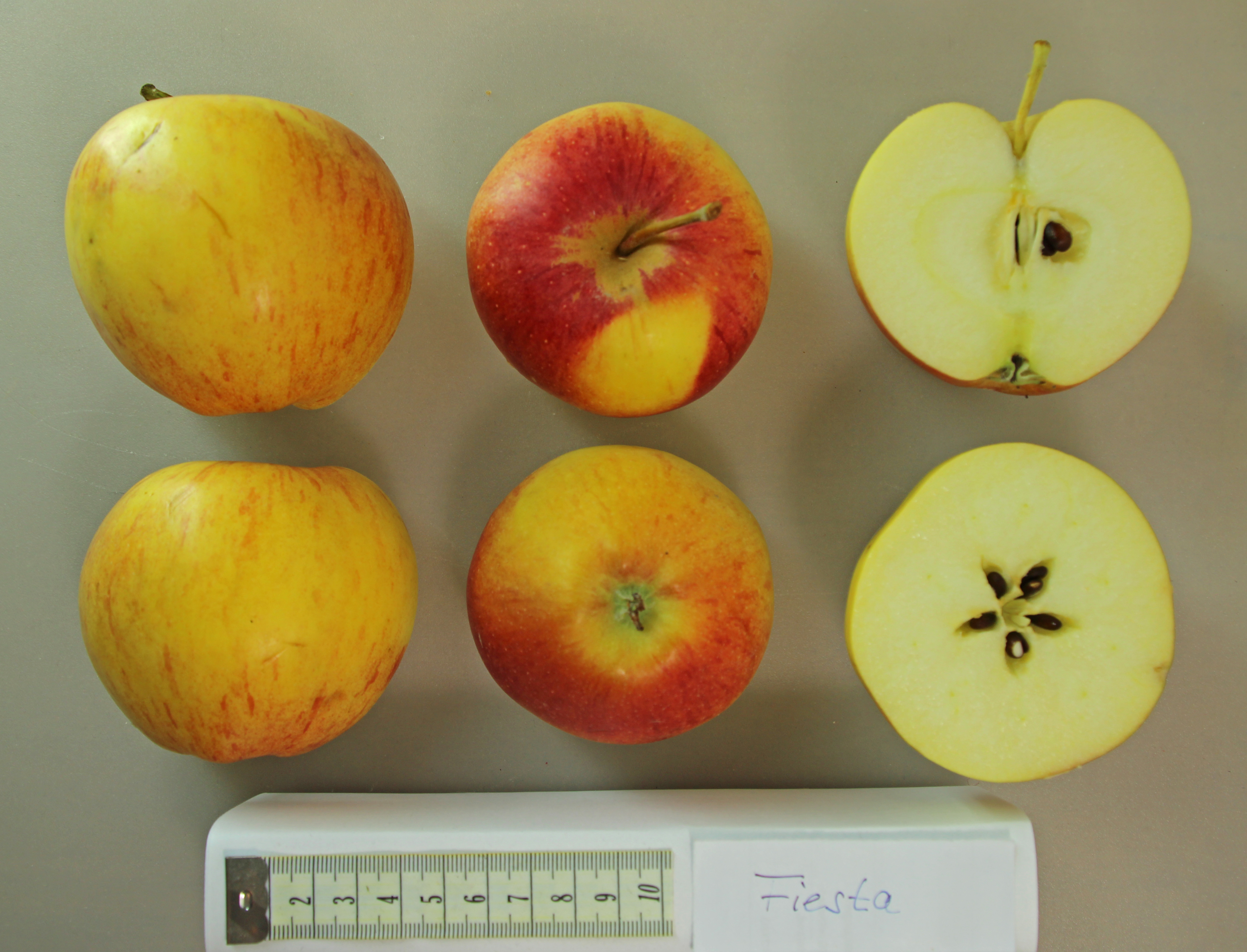
Manzanas 'Fiesta' con cortes cruzados.
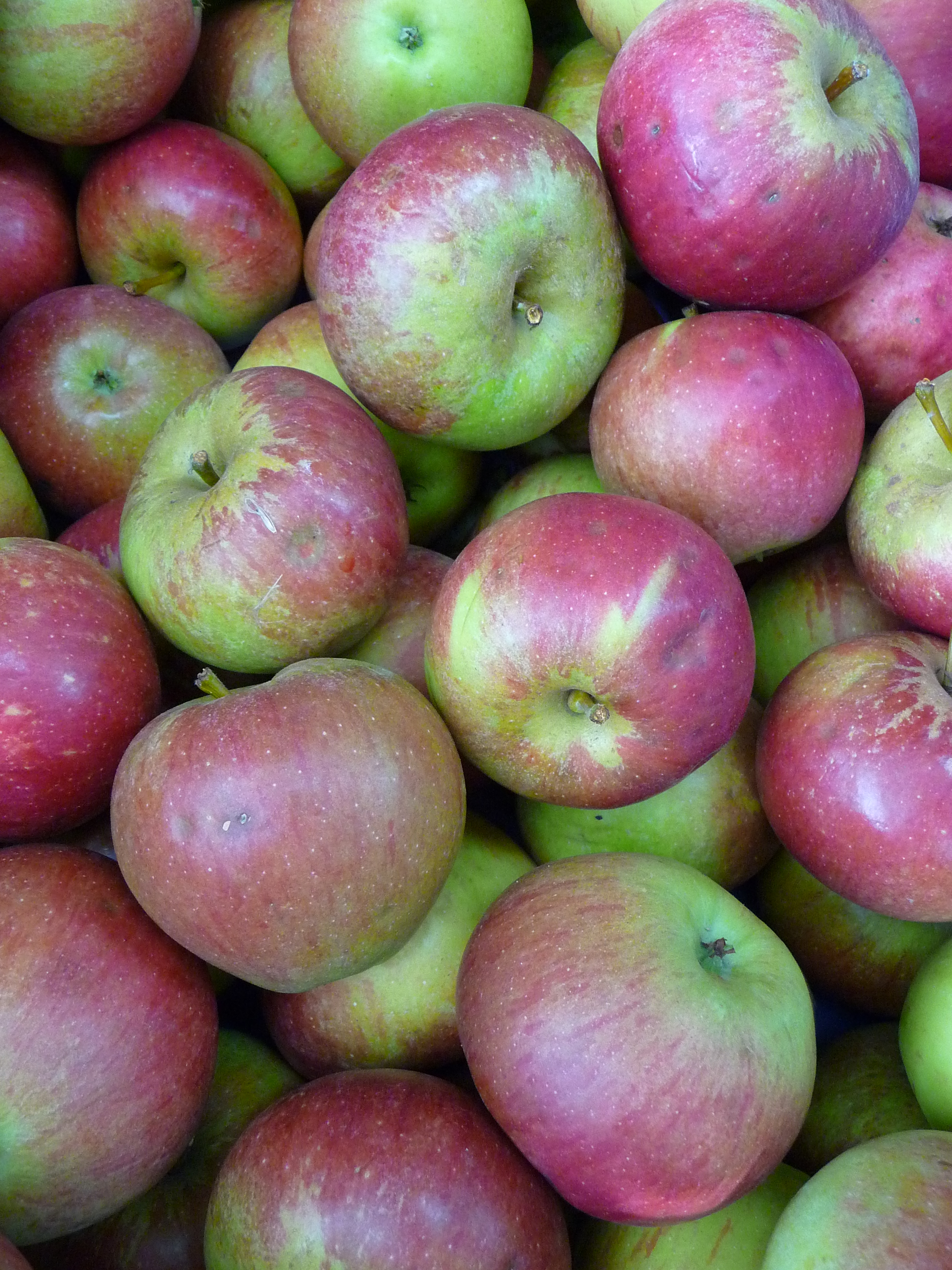
Manzana 'Fiesta'.
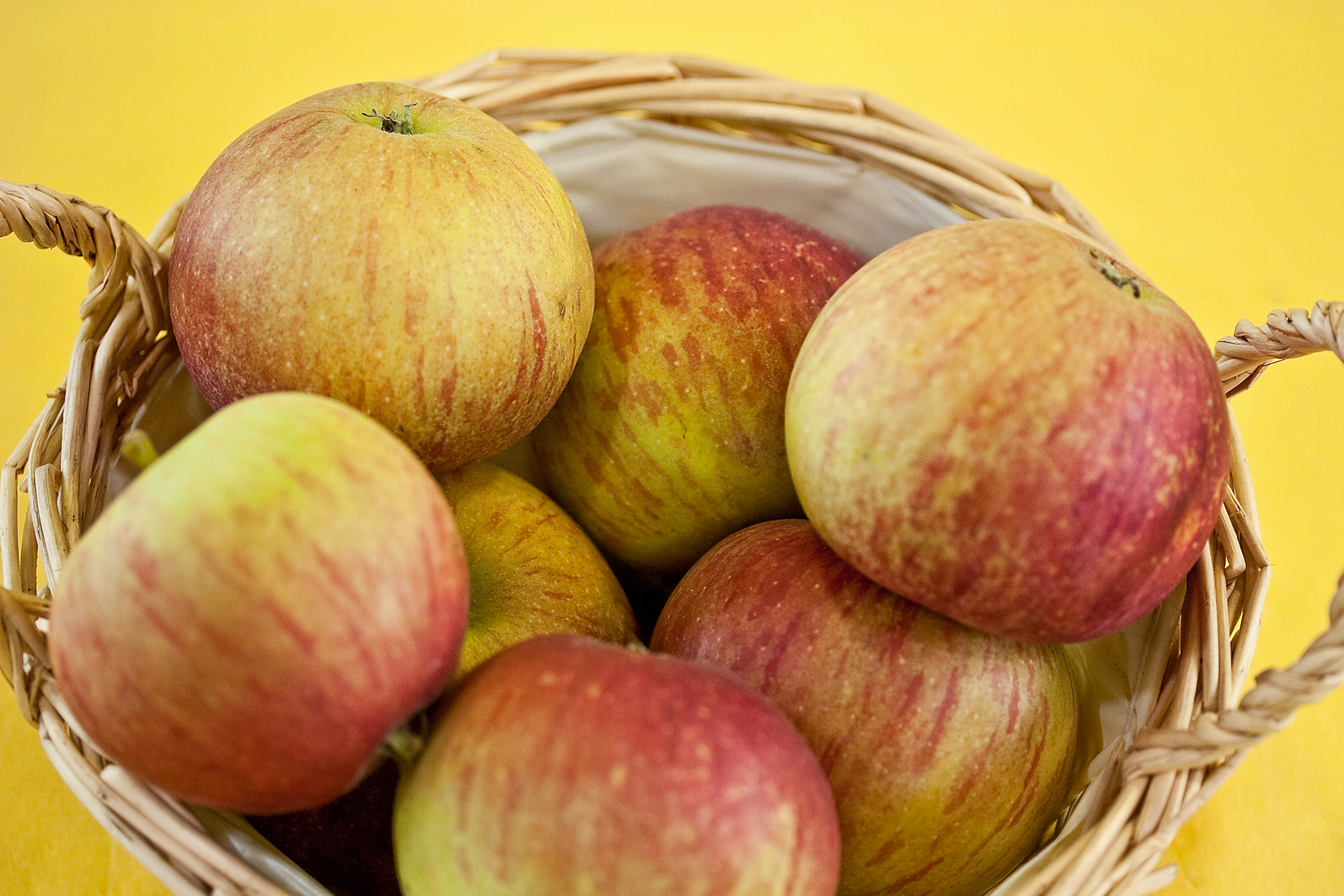
Manzanas 'Fiesta'.